# Holmestrand
Holmestrand er en kommune i Vestfold og Telemark fylke i Norge. Den har et areal på 86 km², og en befolkning på 13.726 indbyggere
(2007). Holmestrand ligger ud til Oslofjorden, og den grænser i nord til Sande, i vest til Hof og i syd til Re kommune.
I forbindelse med kommunereformen blev Holmestrand og Hof kommuner slået sammen fra 1. januar 2018.
Fra 1. januar 2020 bliver Holmestrand lagt sammen med Sande i Vestfold.

## Idræt
Et af kommunens idrætsanlæg er Breimyrbakkene, som er fem hopbakker, der befinder sig i Botne nord for Holmestrand. Sportsanlæggets bakker benævnes K5, K10, K20, K40 og K61. I 2010 blev norgesmesterskabet for kvinder afholdt her og i Vikersund Hoppsenter.

## Personer fra Holmestrand
- Frederik Holst († 1871)
- Morten Müller († 1911)
- Harriet Backer († 1932)
- Agathe Backer Grøndahl († 1907), komponist født i Holmestrand
- Nils Kjær († 1924), kritiker og forfatter født i Holmestrand
- Olav Duun († 1939), forfatter
- Søren Onsager († 1946), maler
- Thomas Bache-Gabrielsen († 1942), konjakkprodusent
- Gunnar Graarud († 1960), operasanger
- Kåre Holt († 1997), forfatter
- Bergljot Hobæk Haff († 2016), forfatter
- Tor Braun (1926–), jazzmusiker (gitarist)
- Finn Gustavsen († 2005), politiker og journalist, voksede op i Holmestrand[3]
- Astrid Murberg Martinsen († 1991), stortingsrepresentant
- Karin Lian (1942–), stortingsrepresentant
- Christine Sagen Helgø (1968-), politiker

## Galleri
- Udsigt over Holmestrand
- Breimyrbakkene i Botne ved Holmestrand